# Columbia Center
Columbia Center (inne nazwy to Bank of America Tower, Columbia Seafirst Center) – najwyższy budynek w Seattle. Wieżowiec został zaprojektowany przez Chestera L. Lindseya. Rozpoczęta w roku 1982 budowa trwała 3 lata, po jej ukończeniu 295-metrowy wieżowiec był najwyższym budynkiem po zachodniej stronie rzeki Missisipi, drugim co do wielkości na Zachodnim Wybrzeżu oraz dwunastym w całym USA. W budynku mieści się 76 kondygnacji o zagospodarowaniu biurowym oraz 7 pod ziemią, służących głównie za parkingi.
U podstaw budynek jest wyłożony granitem, co nadaje mu elegancki wygląd. Struktura budynku opiera się na trzech łukach, dzięki temu wygląda jak trzy wieże stojące jedna obok drugiej. Pierwotnie wysokość budynku miała wynosić 306,5 m. jednak Federalna Administracja Lotnictwa Cywilnego Stanów Zjednoczonych nie wydała zezwolenia na budowę tak wysokiego wieżowca w pobliżu portu lotniczego Sea-Tac.
Na początku budynek nazywał się Columbia Center, jednak nazwa została zmieniona przez Seafirst Bank na Columbia Seafirst Center. Wkrótce po tym Bank of America, który był macierzystym bankiem Seafirst Bank zmienił nazwę budynku na Bank of America Tower. Ostatecznie jednak, w listopadzie 2005 r. nazwa została z powrotem zmieniona na Columbia Center.
16 czerwca 2004 Krajowa Komisja ds. Ataków Terrorystycznych na Stany Zjednoczone (9/11 Commision) doniosła, że pierwotnym planem terrorystów którzy wykonali 11 września 2001 r. Zamachy na World Trade Center i Pentagon było rozbicie samolotów „o najwyższe budynki stanów Kalifornia i Waszyngton”, którymi mogły być Columbia Center i U.S. Bank Tower.

## Galeria

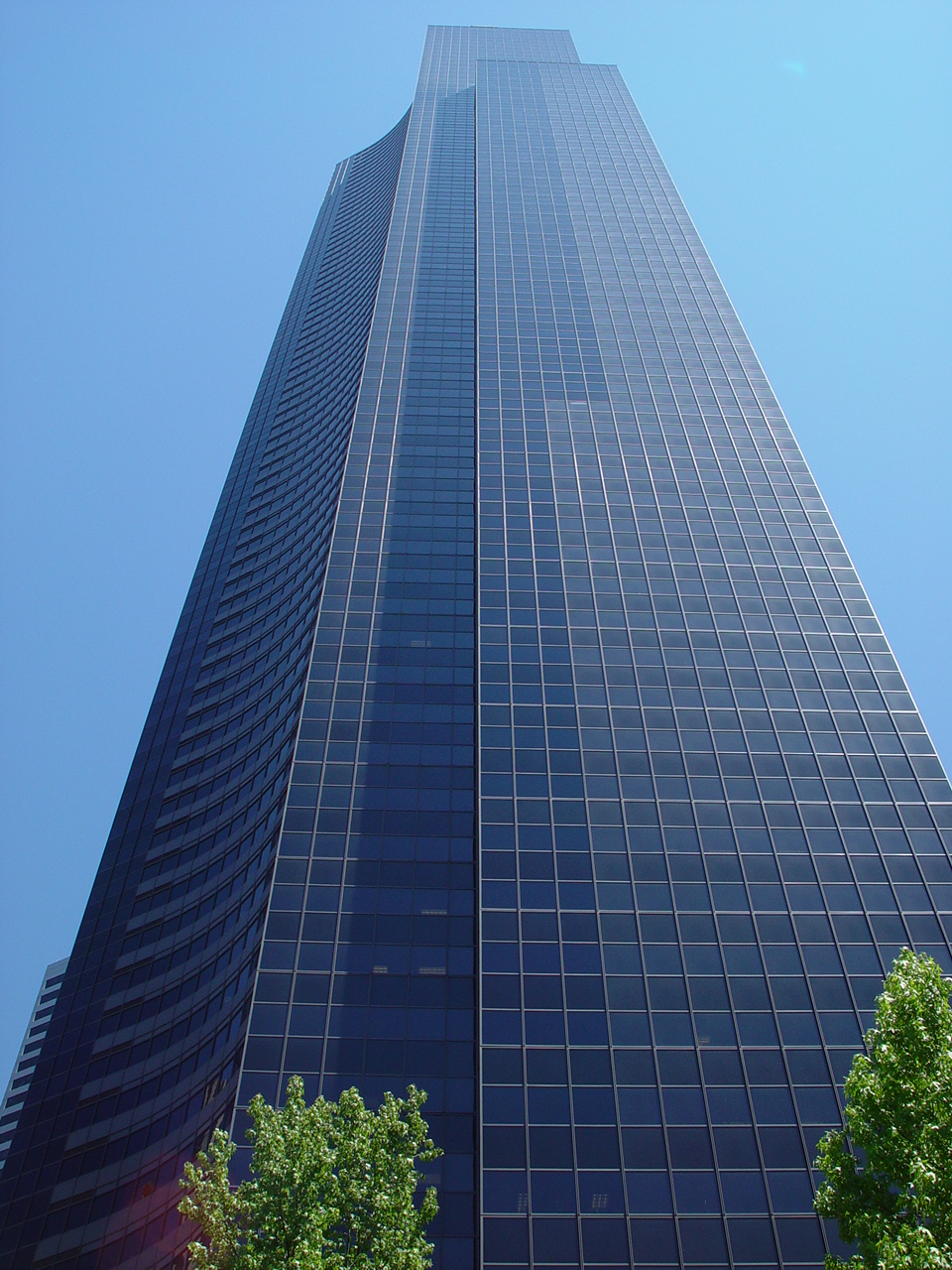
Columbia Center
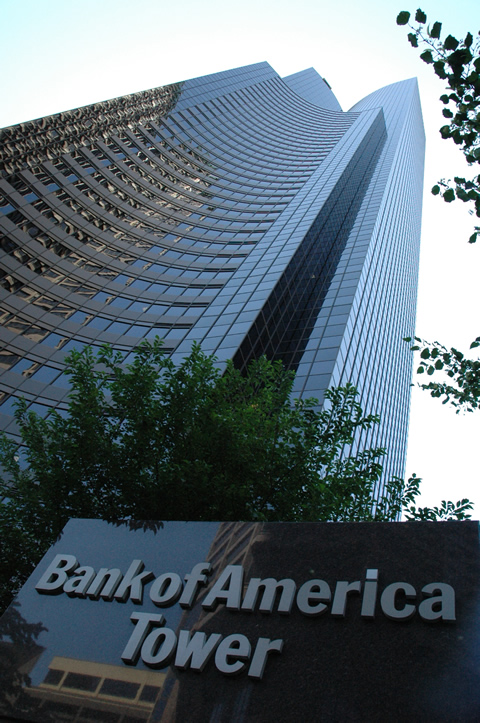
Widok na Bank of America Tower
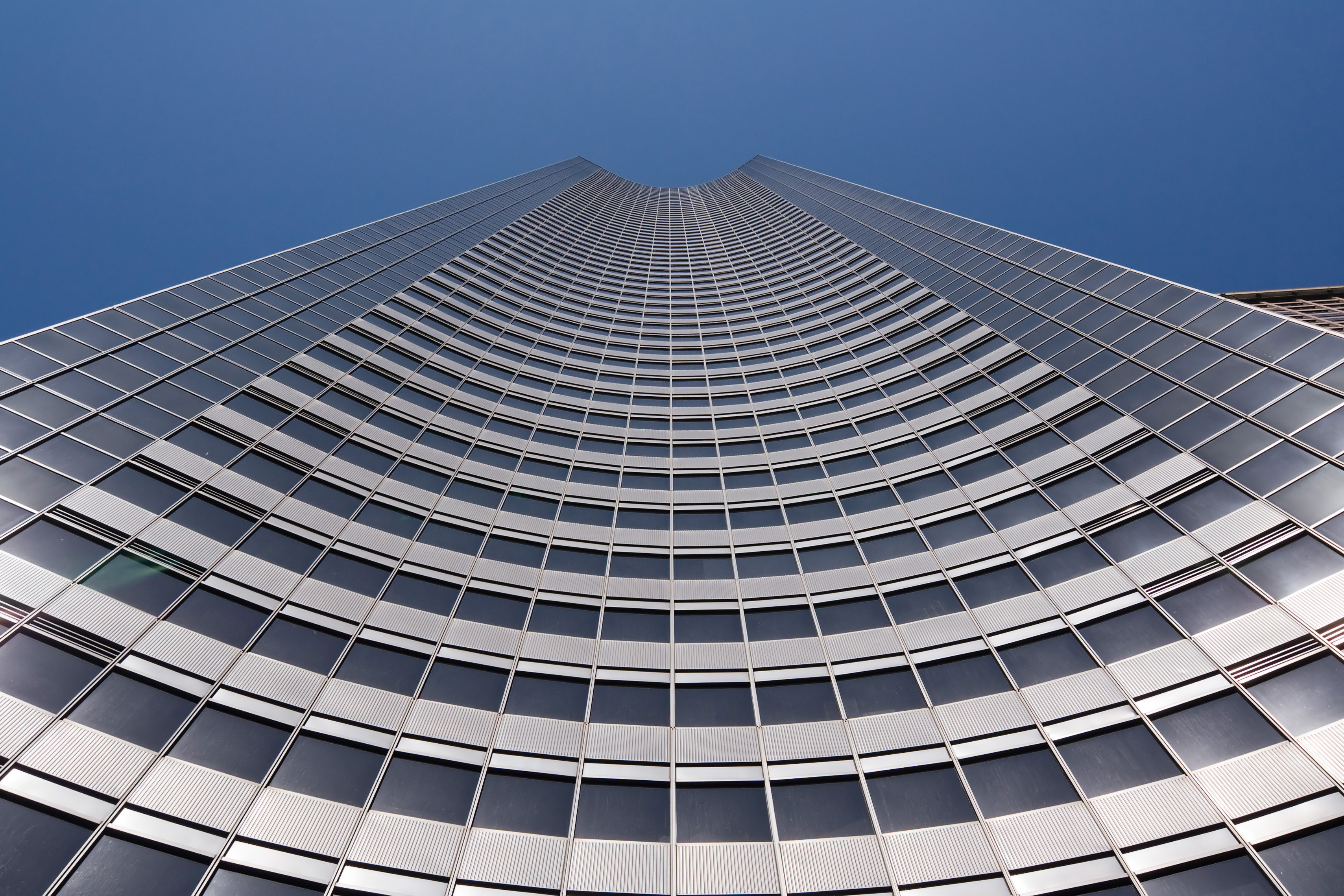
Columbia Center wieczorem
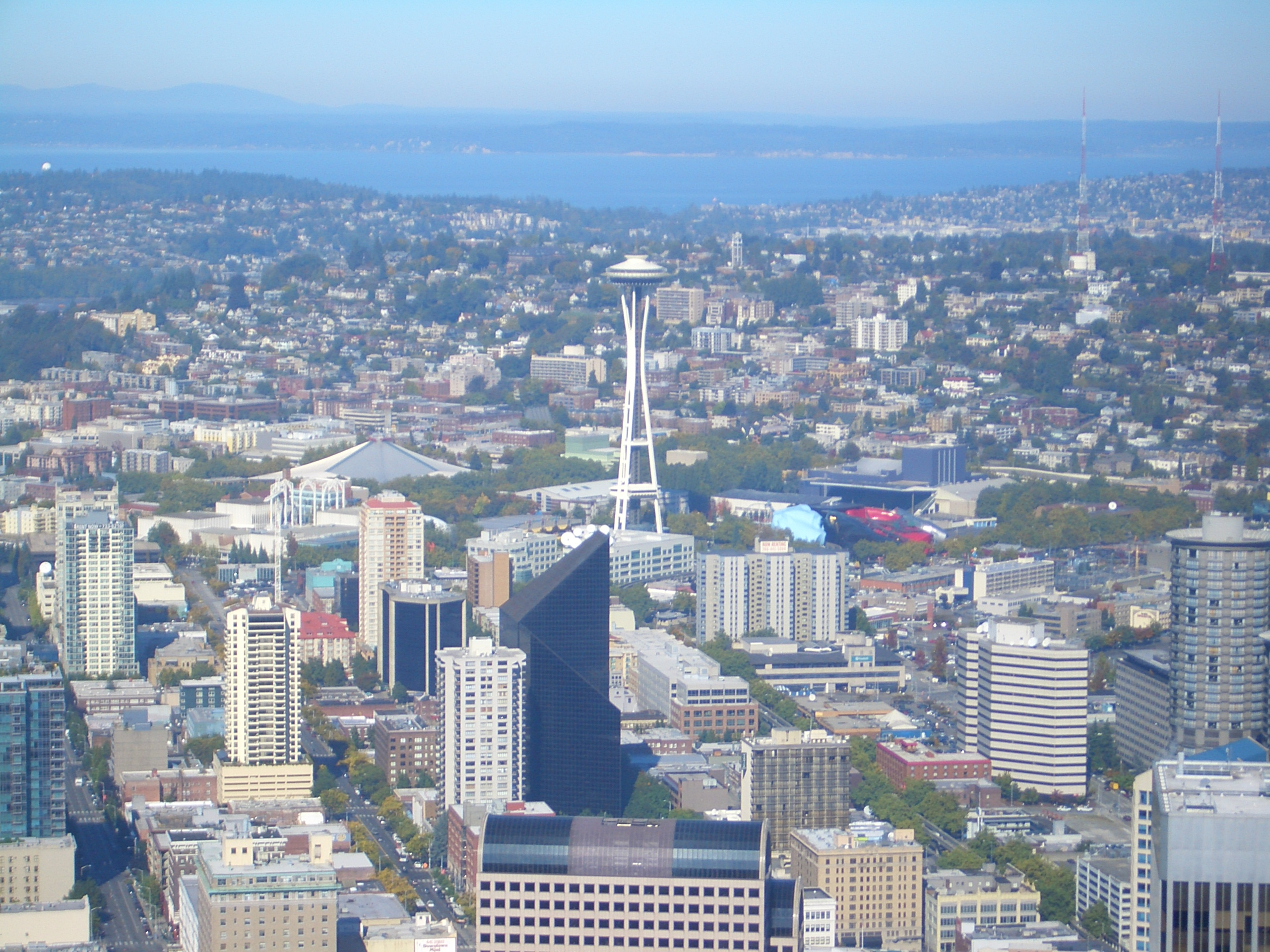
Space Needle z tarasu widokowego
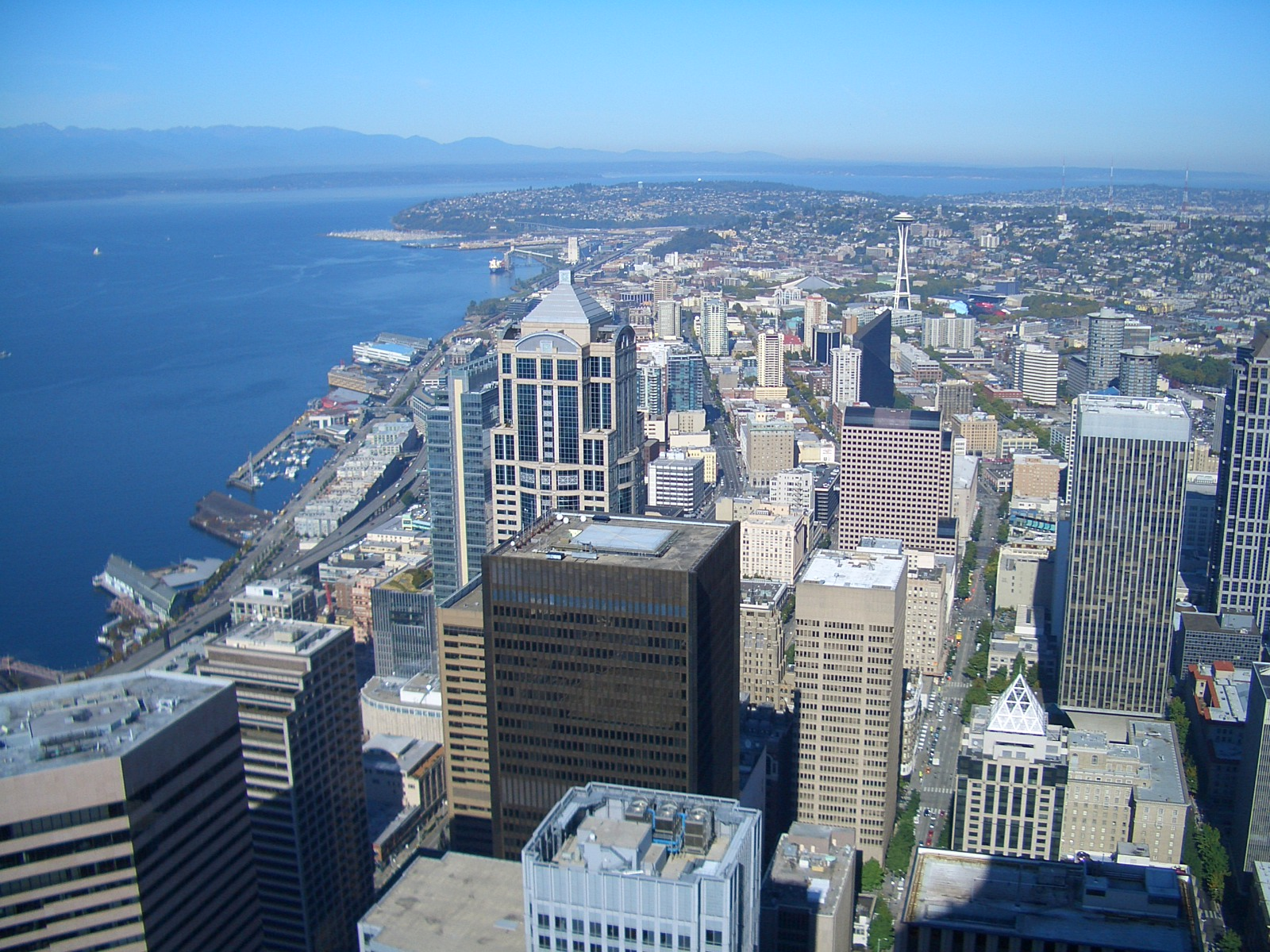
Downtown Seattle z tarasu widokowego
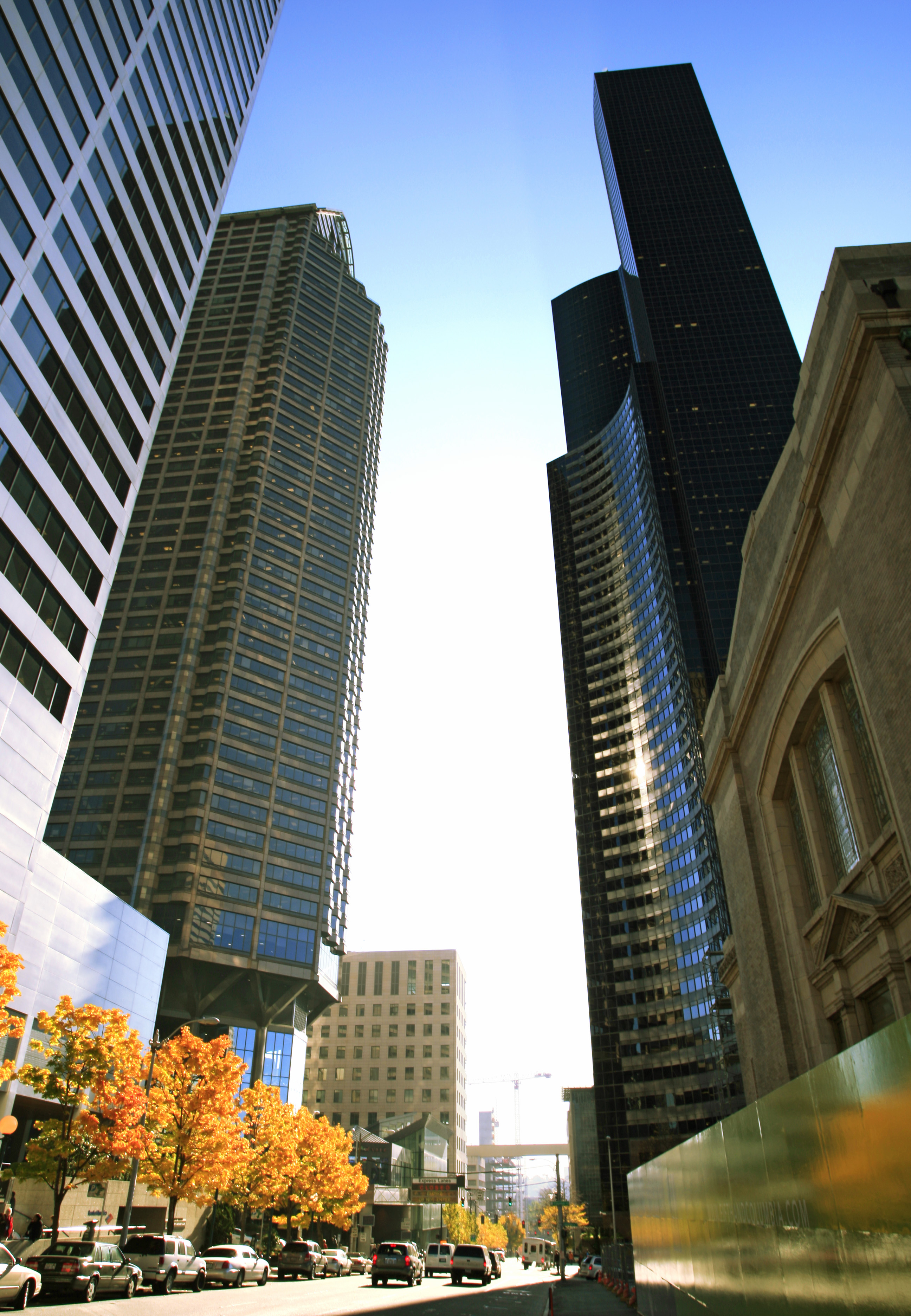
Pod Columbia Center
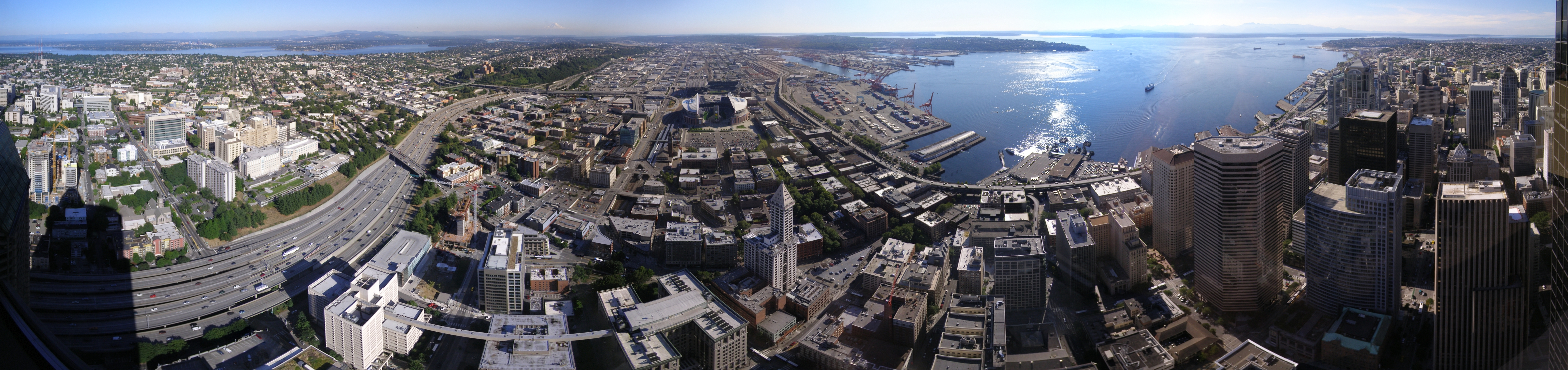
Panorama z tarasu widokowego